# Eria rolfei
Eria rolfei är en orkidéart som beskrevs av Johannes Jacobus Smith. Eria rolfei ingår i släktet Eria och familjen orkidéer. Inga underarter finns listade i Catalogue of Life.